# Ben UFO
Ben Thomson, mieux connu sous le nom de scène Ben UFO, est un DJ britannique, originaire de Londres et cofondateur de Hessle Audio.

## Biographie
Il commence sur la station de radio pirate Sub FM, a une émission de radio sur Rinse et est souvent DJ aux côtés des cofondateurs David Kennedy (Pearson Sound) et Pangaea. Il mixe pour BBC Radio, Fabric et Rinse FM, et a été DJ dans des clubs et des festivals à travers le monde. Son Essential Mix pour BBC Radio est sélectionné pour le mix de l'année 2021.